# Cúa
Cúa é uma cidade da Venezuela localizada no estado de Miranda. Cúa é a capital do município de Urnadeta.